# 嵬名山
嵬名山，西夏皇族，党项族，嵬名氏。
嵬名山官至左厢绥州监军。因与皇帝夏毅宗有矛盾，北宋知青涧种谔乘机诱降。拱化五年（1067年），先收降其弟夷山，再贿赂其小吏李文喜，并率所部进围其帐，被迫举众跟随种谔南下。受命率新附百余人，协同守将，大败夏军。乾道元年（1068年）十一月，嵬名山至宋朝东京开封府，被宋神宗任命为左监门卫上将军，赐姓名赵怀顺。夏国梁太后用其臣罔萌讹之计。假装以投夏汉人景询与宋朝更换嵬名山，没有成功。